# Metalectra novitata
Metalectra novitata là một loài bướm đêm trong họ Erebidae.